# Delphinium lacostei
Delphinium lacostei là một loài thực vật có hoa trong họ Mao lương. Loài này được Danguy mô tả khoa học đầu tiên năm 1908.